# 魏瑟湖
52°26′25″N 13°02′22″E / 52.44028°N 13.03947°E

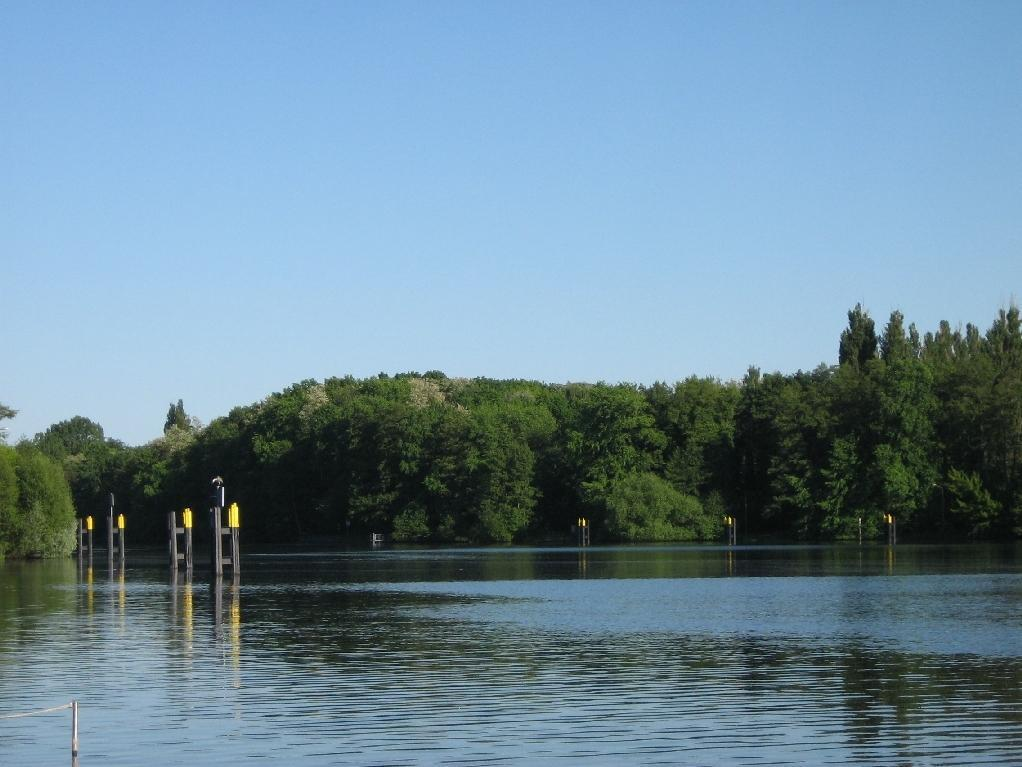

魏瑟湖（德語：Weißer See），是德國的湖泊，位於該國西南部，由勃蘭登堡州負責管轄，處於波茨坦，長1.2公里、寬0.3公里，面積0.003平方公里，海拔高度29米，最大水深4.5米，湖岸線長度5公里。